# Marder I
Marder I je bio lovac tenkova razvijen u nacističkoj Njemačkoj tijekom drugog svjetskog rata. Bio je naoružan s protutenkovskim topom (75 mm).

## Povijest
U ranom stadiju operacije Barbarossa nacistička Njemačka osjećala je da treba dobro pokretno i jače protutenkovsko oružje od ondašnjih samohodnih lovaca na tenkove kao što je bio Panzerjäger I. Potreba za njima je porasla nakon što su vidjeli prijetnju u novim ruskim tenkovima (T-34 i KV). Nijemci su odlučili rabiti druge tenkove kao osnovicu za novi Marder I. Kao osnovu uzeli su Panzer II i zarobljena francuska vozila Lorraine.
Marder I je poznat po još nekoliko imena, a to su:
- 7,5 cm Pak 40/1 auf Geschützwagen Lorraine Schlepper (f), SdKfz 135, Marder I
- 7,5 cm Pak 40/1 auf Lorraine Schlepper(f) (Marder I) SdKfz 135:
- Panzerjaeger für 7,5cm Pak 40(Sf) Lorraine Schlepper
- PzJaeg LrS für 7,5cm Pak 40/1.

## Razvoj i borbena uporaba
Marder I razvijen je u svibnju 1942. godine i od onda nosi 75 mm-ski protutenkovski top PaK 40. Prvobitna postava u kojoj je bila smještena posada uklonjena je, a top je postavljen na vrhu kućišta Mardera. Oko njega je napravljen novi oklopni dio za posadu koji je s gornje i stražnje strane bio otvoren. Razlog tome je dodatna zaštita posade od pješačkog oružja.
Prvi Marderi poslani su 1942. godine na istočno bojište da budu dio pješačkih divizija. Dio tenkova Marder I poslan je na francuske granice, te je odigrao ulogu u bitki za Normandiju, ali nije imao dobru učinkovitost te su zbog toga saveznici uništili većinu vozila.

## Uporaba prema državama
Uporaba kod država osovinskog poredka:
- Treći Reich

Uporaba kod savezničkih država, kao zarobljeno vozilo.
Uporaba kod neutralnih država i nakon Drugog svjetskog rata.